# Mary Ann M'Clintock
Mary Ann M'Clintock, o Mary Ann McClintock (Burlington, 20 febbraio 1800 – Filadelfia, 21 maggio 1884), è stata un'attivista contro la schiavitù e una suffragetta statunitense, ben nota per il suo ruolo nella formazione del movimento del suffragio femminile, così come nell'abolizionismo della schiavitù.

## Biografia
Mary Ann M'Clintock nacque il 20 febbraio 1800 a Burlington, nel New Jersey. Era sposata con Thomas M'Clintock e entrambi erano interessati al loro background quacchero e alla riforma sociale.
Thomas provvedeva alle loro quattro figlie e al loro figlio lavorando come farmacista e ministro del culto. Dall'inizio del loro matrimonio nel 1820 vissero a Filadelfia fino al 1836 quando si trasferirono a Waterloo, New York. Nel 1833 Marry Ann era molto attiva nei movimenti contro la schiavitù a Filadelfia e fu uno dei membri fondatori della Philadelphia Female Anti-Slavery Society.

## Suffragio femminile
Lavorò a stretto contatto con l'abolizionista Lucretia Mott. Una volta trasferita a Waterloo, Mary Ann assunse un ruolo più attivo nel movimento suffragista femminile. Contribuì all'organizzazione del Convenzione di Seneca Falls, tenutosi nel luglio 1848. Anche lei e le sue figlie Elizabeth e Mary Ann parteciparono al convegno e firmarono la Dichiarazione dei sentimenti.
Base del convegno fu la presentazione della Dichiarazione dei sentimenti, il documento redatto da donne come Elizabeth Cady Stanton e Lucretia Mott al tavolo della cucina di Mary Ann M'Clintock e che delinea le pari opportunità tra uomini e donne. La Dichiarazione dei sentimenti ricalcò la Dichiarazione di indipendenza e fu il combustibile che accese il fuoco del movimento suffragista che durò fino al 1920.

## Morte
Tuttavia Mary Ann non ha mai potuto votare. Nel 1856 si ritirò a Filadelfia e vi morì il 21 maggio 1884, all'età di 84 anni. È sepolta nel Fair Hill Burial Ground a Filadelfia.